# Volley Masters Montreux 1998
X Volley Masters Montreux kobiet odbył się w 1998 roku w Montreux w Szwajcarii. W turnieju wystartowało 8 reprezentacji. Mistrzem po raz szósty została reprezentacja Kuby.

## Klasyfikacja końcowa
| Miejsce | Reprezentacja     |
| ------- | ----------------- |
|         | Kuba              |
|         | Chiny             |
|         | Rosja             |
| 4.      | Brazylia          |
| 5.      | Japonia           |
| 6.      | Stany Zjednoczone |
| 7.      | Niemcy            |
| 7.      | Włochy            |